# Vombatus hacketti
Vombatus hacketti — вимерлий вид вомбатів, який жив у південно-західній Австралії під час пізнього плейстоцену. Він вижив до недавнього часу, від 10 000 до 20 000 тому.

## Опис
Скам'янілості цього виду вперше були знайдені в Мамонтовій печері. Його череп був більшим, ніж у звичайного вомбата. Вомбат Хакетта вижив довше, ніж більшість іншої доісторичної австралійської фауни. Це може свідчити про те, що прибуття людей, можливо, зіграло більшу роль у його зникненні, а не лише зміна клімату.